# Ferran Sor i Muntades
Ferran Sor i Muntades (castellà: Fernando Sor)  (Barcelona, 13 de febrer de 1778 - París, 10 de juliol de 1839) fou un guitarrista i compositor català. En algunes fonts és anomenat Sors, o bé Sort. o fins i tot Sorts. El 1988 hom va batejar l'asteroide (4865) Sor en el seu honor.

## Biografia
Nascut a Barcelona en el si d'una família acomodada de tradició militar, d'ascendència francesa. El seu besavi havia nascut a Gajan, un petit poble al sud de l'Arieja. Va intentar seguir la tradició militar però se'n va apartar quan el seu pare el va introduir en l'òpera italiana. La seva música per a guitarra és extraordinàriament elegant i gràcil i la seva harmonia, amb la incorporació d'acords alterats, era molt audaç per a la seva època. Sor fou el màxim representant del romanticisme musical català.
Des de ben petit, Sor va mostrar interès per la música. Amb només 5 anys ja jugava amb la guitarra tocant acords. El seu primer professor de música fou Josep Prats, primer violí de la Catedral de Barcelona. El protector del compositor a la mort del seu pare fou l'advocat i regidor de l'Ajuntament de Barcelona Gaietà de Gispert i Suriol, un dinàmic músic afeccionat i reputat violinista. Segurament fou gràcies a la seva influència que Sor, a la mort del seu pare, va poder ingressar a l'Escolania de Montserrat en el darrer gran moment de l'escola de compositors del monestir. Va ser en aquest monestir on va començar a escriure les seves primeres peces.
A Montserrat fou deixeble d'Anselm Viola, amb qui va aprendre cant gregorià, harmonia, contrapunt i composició, com també un perfecte domini dels instruments d'arc i tecla. Els professors de l'Escolania de Montserrat no apreciaven la guitarra, per tant la formació de Sor per aquest instrument és autodidacta des del primer moment. A través d'Anselm Viola conegué la tradició immediatament anterior, de Narcís Casanoves i de Josep Antoni Martí. Quan el seu company a l'Escolania Martí Sunyer i Lloberas va prendre els hàbits el setembre de 1793, Sor ocupà el lloc que aquest havia deixat vacant com a primer violí de l'orquestra.
En sortir de l'escolania l'any 1795, passà quatre anys en una acadèmia militar als afores de Barcelona anomenada Real Academia de Matemáticas de Barcelona, com a sotstinent sota el general Joan Miquel de Vives i Feliu a l'exèrcit de Vilafranca. Aquest càrrec li va permetre fer els seus primers concerts de piano i guitarra, a més a més de compondre. Va ser en aquest període quan Sor estudià les obres i els mètodes del guitarrista italià Federico Moretti.
Atret per la música dramàtica, va compondre una òpera basada en el llibret de Segismundo Capece, Il Telemaco nell'isola di Calipso. La peça es va estrenar al teatre de la Santa Creu l'any 1797, quan Sor tenia 18 anys. Durant la mateixa temporada de l'estrena, l'òpera es va interpretar 15 vegades, i el més sorprenent és que 9 mesos després s'estrenà per primer cop a Venècia.

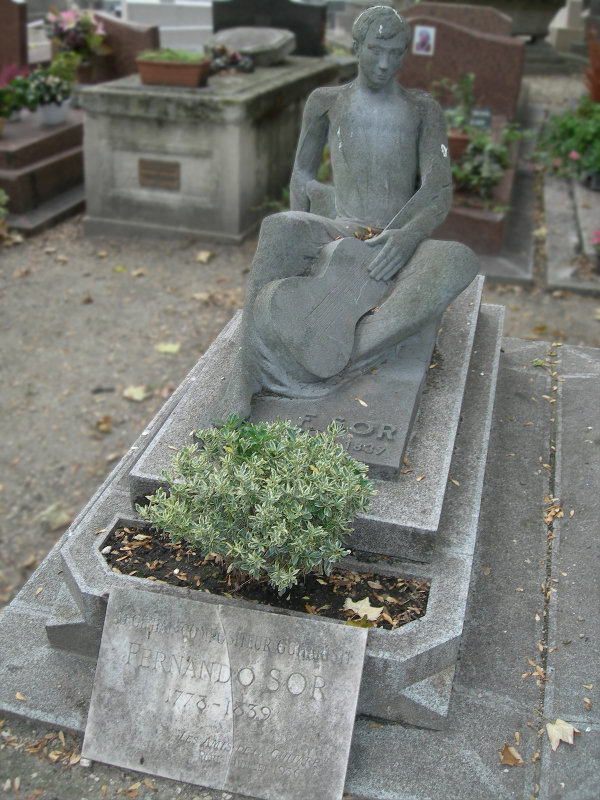
Tomba de Ferran Sor al cementiri de Montmartre

Segurament per la mateixa època, data una obra composta per Sor i amb text en català que rep el nom de Crits del Carrer, o també coneguda com a Draps i ferro vell a 4 veus. Una peça, amb rerefons social, que canta els sorolls dels carrers de la Barcelona de principis del segle xix. 
Més endavant, cap al 1799, el jove Sor s'instal·là a Madrid, on intenta apropar-se als cercles musicals de la Cort de Carles IV i entrar a la Real Capella o a la Real Cambra. Tot i no ser ben acollit, es va convertir en el protegit de la Duquessa d'Alba i l'introdueix dins del seu cercle d'artistes. Aquesta li va encarregar una composició d'una òpera bufa sobre un llibret titulat Don Trastullo. Malauradament, la peça va quedar inacabada a causa de la mort de la Duquessa l'any 1802. De nou a Barcelona, el compositor va treballar com a administrador d'una part de les propietats que tenia el Duc de Medinaceli a Catalunya. En aquests anys de servei al Duc, Sor va compondre gran part de la seva producció: 2 simfonies, 3 quartets, diverses cançons populars espanyoles, així com repertori eclesiàstic (5 Rosaris i 1 Salve).
Els quatre anys que van de 1804 a 1808, el guitarrista els passà a Màlaga, on va exercir d'administrador reial. Va fer amistat amb el cercle intel·lectual de la ciutat andalusa, i també va oferir diversos concerts en salons, com el que realitzà en els salons del cònsol americà Sir William Kirkpatrick. El 1808 es va oposar a la invasió francesa, i de fet, va passar a escriure música nacionalista per a guitarra i també va compondre diverses cançons patriòtiques com Venid Vencedores (1809), Vivir en cadenas (1809) i Marchemos, marchemos (1809), però, el 1810 va acceptar la monarquia de Josep I Bonaparte, fins i tot va allistar-se a l'exèrcit napoleònic on arribà a ser capità, cosa que va obligar-lo el 1813 a emigrar a França on va desenvolupar el seu més ampli treball. Reconegut a París el seu talent musical per Méhul i Cherubini, es traslladà a Londres (1815-1823), on estrenà diversos ballets: Le Seigneur Généreux (1821), La Fira de Smirna (1823), L'amant peintre (1823) i Cendrillon (1823), el més celebrat. Triomfà com a guitarrista i mestre de cant.
Va començar a guanyar renom entre la comunitat artística de París i va iniciar ocasionals viatges per Europa, assolint fama i reconeixement com a virtuós de la guitarra i com a compositor. El primer Romanticisme va influir de manera molt notable en la personalitat de Sor. És important destacar que la seva música era capaç d'emocionar i que aconseguí treure un so i una expressió noves de la guitarra mai conegudes fins aleshores.
Va estar a Anglaterra l'any 1815, on va ser reconegut com a compositor d'òperes i ballets.
De retorn a París, presentà el ballet Cendrillon, el qual va obtenir un gran èxit tant a la capital britànica com a París, on es va representar cent quatre vegades. A més a més, ja a Rússia, el ballet serví per a inaugurar el Teatre Bolshoi Petrovsky de Moscou l'any 1824. Durant període, Sor s'enamorà de Felicité Virgine Hullin, primera ballarina del ballet de Moscou. El 1825, a causa de la mort del tsar Alexandre I, el guitarrista va compondre una marxa fúnebre interpretada pel regiment Preobrojénski. Un any després, el 1826, va estrenar la que es considera la seva millor composició, Hercule et Omphale (1826) amb motiu de la coronació del tsar Nicolau I.
De retorn a París, el guitarrista no va aconseguir que s'estrenessin les seves obres dramàtiques. És per això que decidí anar de nou a Londres a buscar fortuna. A la ciutat anglesa aconseguí que es representessin Le dormeur eveillé i La belle Arsène.
Finalment, s'establí a París el 1828 on va caure en la misèria econòmica. La seva fama va veure, també, un declivi important. Deu anys després subsistiria gràcies a les classes que impartia de cant, guitarra i piano. Els concerts que feien eren entre diversos músics en honor i aquest cobrava els honoraris. Això es feia de forma rotatòria per cercles de músics i amics.
L'últim concert que va fer en el seu benefici va ser el dia 24 d'abril de 1836, juntament amb Aguado. Tanmateix, Sor romangué molt afectat per la mort de la seva filla (1837), una excel·lent arpista i pintora. La seva última obra va ser una missa en el seu honor. Aquest fet portà el compositor a una depressió, i el precipità a la mort el juliol de 1839 a causa d'un càncer de llengua a 61 anys. Publicà a Londres i a París un Méthode pour la guitare que fou traduït a diverses llengües i un tractat d'harmonia aplicat a aquest instrument. Ambdós van exercir una gran influència arreu d'Europa cap al 1830. Cinc anys abans, el 1825, es va veure la llum l'edició, en un volum, de les seves obres per a guitarra: 65 peces, entre les quals cal esmentar els estudis, fantasies i sonates, així com les Variacions sobre un tema de la Flauta Màgica de W. A. Mozart.
La seva obra compositiva és molt extensa i compren ballets, música religiosa, cançons per a veu i piano o guitarra i obres per a piano, quartet de corda i conjunt instrumental. La manera com tocava la guitarra sorprenia els seus contemporanis, que el consideraven el millor guitarrista del món, especialment en la improvisació.
És enterrat al Cementiri de Montmartre. La seva tomba va ser restaurada per tal d'evitar la caducitat de cent anys de les concessions que haurien implicar el pas de les seves restes a una fossa comú i, per tant, la reutilització del nínxol.
A banda del repertori conegut, s'han localitzat obres seves en diversos fons musicals de Catalunya, com la catedral-basílica del Sant Esperit de Terrassa (TerC) i l'església parroquial de Sant Esteve d'Olot (SEO).

## Obres
Òperes
- Telèmac a l'illa de Calipso (1797)
- Don Trastullo

Ballets
- La fira d'Esmirna (1821)
- El senyor generós (1821)
- Cendrillon (1822)
- L'amant pintor (1823)
- Hèrcules i Onfalia (1826)
- El sicilià (1827)
- Hassan i el califa (1828)

Música vocal
- 25 boleros o seguidilles
- 33 "Italian ariets" (Ariette italiane)

Música orquestral
- 2 simfonies
- Concert per a violí

Música de cambra
- 3 quartets de corda
- Trios de corda amb guitarra

Obres per a guitarra
- 30 divertiments Op. 1, 2, 8, 13 i 23
- Variacions Op. 3, 9, 11, 15, 16 i 20
- 5 fantasies Op. 4, 7, 10, 12 i 21
- 6 peces breus Op. 5
- 12 estudis Op. 6
- 12 minuets Op. 11
- Gran sol Op. 14
- 2 sonates Op. 15 i 22
- 12 valsos Op. 17 (dedicades al seu amic Étienne Jean Baptiste Pastou)
- Variacions sobre un tema de «La flauta màgica» de Mozart Op. 9
- 8 peces breus Op. 24
- Sonata Op. 25
- Variacions Op. 26, 27 i 28
- 12 estudis Op. 29
- 6 fantasies Op. 30, 46, 52, 56, 58, 59 i 97
- Estudis Op. 31, 35, 44 i 60
- 24 Peces breus Op. 32, 42, 45 i 47
- 6 peces de saló Op. 33 i 36 (dedicades al seu amic Étienne Jean Baptiste Pastou)
- 12 valsos Op. 51 i 57
- Variacions Op. 40
- Serenata Op. 37
- 6 bagatel·les Op. 43
- 6 peces Op. 48
- Capritx Op. 50
- Duets Op. 34, 38, 39, 41 Les deux amis, 44, 45, 46, 47, 48, 49, 53, 54, 55, 61, 62 i 63.
- Sis aires escollits de l'òpera la flauta màgica Op. 19